# Жалібничка
Жалібничка (Psalidoprocne) — рід горобцеподібних птахів родини ластівкових (Hirundinidae). Представники роду чорно-білого забарвлення, 12-17 см завдовжки. Рід поширений у лісах та рідколіссях Африки.

## Види
Рід містить п'ять видів:
- Psalidoprocne albiceps Sclater, 1864 — жалібничка білоголова
- Psalidoprocne fuliginosa Shelley, 1887 — жалібничка камерунська
- Psalidoprocne nitens (Cassin, 1857) — жалібничка блискуча
- Psalidoprocne obscura (Hartlaub, 1855) — жалібничка вилохвоста
- Psalidoprocne pristoptera (Ruppell, 1840) — жалібничка білоплеча